# Anisodes hypocris
Anisodes hypocris là một loài bướm đêm trong họ Geometridae.